# Leve sitt liv
Leve sitt liv é um filme de drama norueguês de 1982 dirigido e escrito por Petter Vennerød e Svend Wam. Foi selecionado como representante da Noruega à edição do Oscar 1983, organizada pela Academia de Artes e Ciências Cinematográficas.

## Elenco
- Wenche Foss - Victoria Lund
- Pål Øverland - Carl
- Arne Bang-Hansen - Hilmar
- Monna Tandberg - Beatrice